# Замок Кінбейн

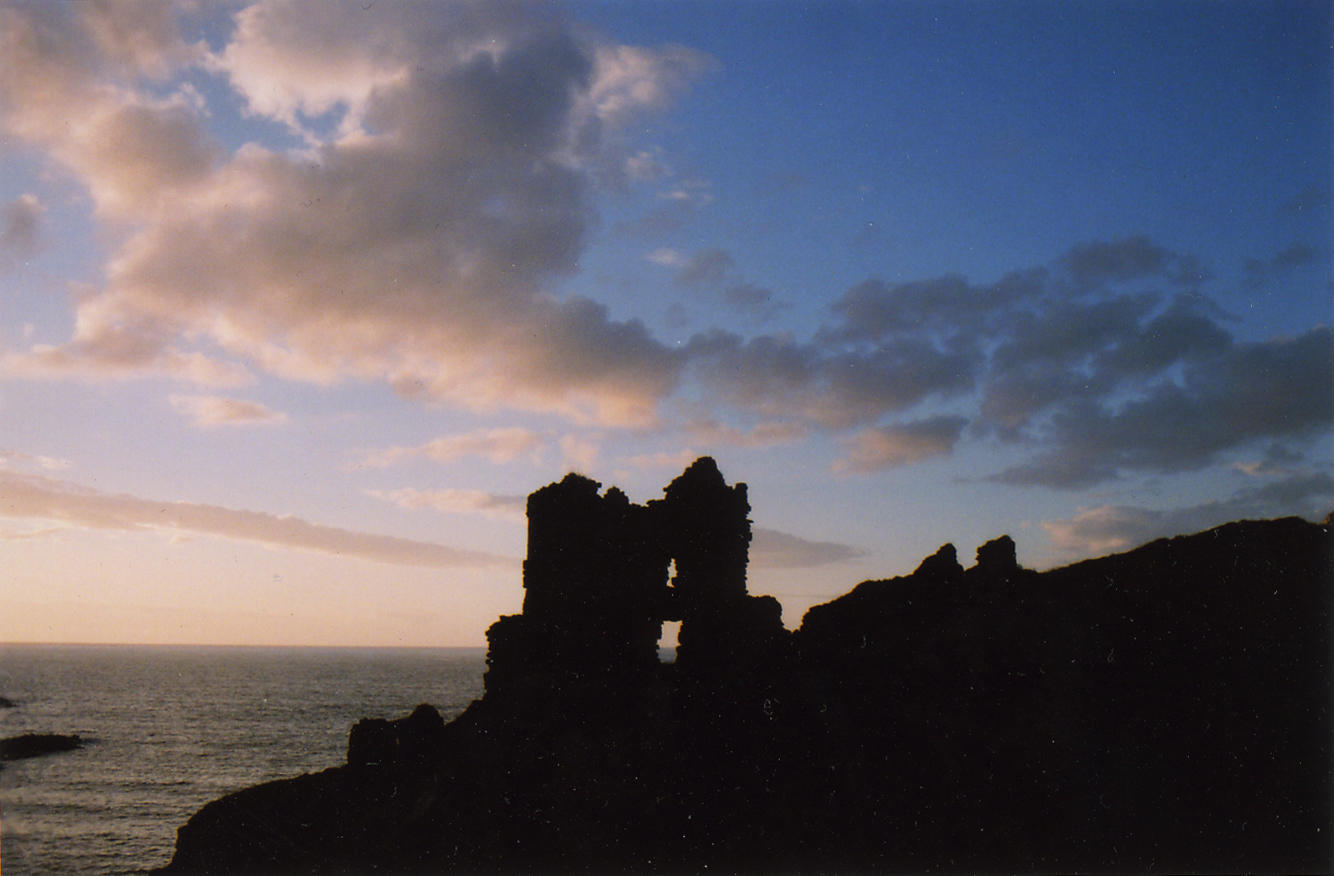
Замок Кінбейн вночі.

Замок Кінбейн (англ. Kinbane Castle, Kenbane Castle, ірл. Caislen Ceinn Bán) — замок Білої Голови, Кашлен Кейн Бан — один із замків Ірландії, розташований у графстві Антрім, Північна Ірландія. Замок стоїть на довгому вузькому вапняковому мисі, що виступає в море. Знаходиться приблизно в 5 км від замку Баллікастл на шляху до селища Баллітой. Назва замку перекладається як «Біла голова» — так замок названий за вапнякову скелю на якій він стоїть. Шлях до замку вузький і ступінчастий, роблячи його неприступним. Нині замок Кінбейн оголошено пам'яткою історії та культури і він охороняється державою. Зі стін замку відкривається вид на острів Ретлін і фортецю Дунагрегор — стародавню фортецю часів залізної доби. Нині замок лежить в руїнах.
Географічні координати замку: 55,229167°N 6,291389°W.

## Історія замку Кінбейн
Замок побудував у 1547 році Колла МакДоннелл — брат Сорлі Боя МакДоннелла. Замок мав два поверхи, великий внутрішній двір, були також інші будівлі, зроблені з дерева. У 1551 році замок був обложений англійськими військами, які надіслав лорд-протектор Ірландії та якими командував Джеймс Крофт. Метою цього походу було знищення клану МакДоннелл, що вперто не хотів коритися Англії. Замок вистояв. Наступну облогу він пережив у 1555 році. Замок знову оточили англійські війська. Замок був частково знищений вогнем артилерії. Але замок знову вистояв. Наступного року Колла МакДоннелл відновив замок. Помер Колла МакДоннелл у цьому ж замку в 1558 році.
Нижче замку є ущелина. Вона називається Лаг на Сассенах (ірл. Lag na Sassenach) — Ущелина англійців. Так вона називається тому, що у XVI столітті під час війни ірландці у цій заглибині оточили військовий загін англійців і всіх перебили. Англійці тоді хотіли раптово захопити замок, але на вежі запалили сигнальний вогонь. Ірландські клани прийшли на допомогу й оточили англійський загін у цій ущелині.
Після смерті Колла МакДоннелла замок успадкував його брат — Сорлі Бой МакДоннелл. Він обміняв цей замок на замок Колонсей, що належав Гілласпіку МакДоннеллу — сину Колла МакДонелла. Потім замок належав Овену МакЯну Дув МакАлістеру (ірл. Owen MacIan Dubh MacAllister) — ІІ лорду Лоуп, вождю клана МакАлістер. Цей замок він одержав як нагороду за вірну службу клану МакДоннелл. Овен МакЯн Дув МакАлістер загинув у 1571 році під час бою з гарнізоном замку Каррікфергус. У цьому бою він бився пліч-о-пліч зі Сорлі Боєм МакДоннеллом. Замок залишався у володіннях нащадків Овена МакЯна Дув МакАлістера до XVIII століття. Потім був закинутий і перетворився в руїни.